# Sobre el cel
Sobre el cel (gr.: Περὶ οὐρανοῦ, lat.: De Caelo), és un tractat escrit per Aristòtil, que conté idees centrals de la seva cosmologia.
L'obra està composta per quatre llibres, de longitud decreixent, en el qual l'autor va desenvolupant de manera paral·lela, més que successiva, investigacions de temes físics, referits a l'univers en general, els cossos simples que el formen, la naturalesa del cel, dels astres i de la terra.

## Contingut

### Llibre I

#### La Física i els seus objectes. La perfecció del cos i l'Univers (268a1 - 268b11)
L'obra comença amb l'enumeració d'alguns dels objectes que estudia la Física: els cossos (σώματα) i les magnituds (μεγέθη), els ens dotats de cos i magnitud (les plantes, els animals, els homes i els astres), i els principis (ἀρχαί) d'aquests ens (substrat, forma i privació, segons Física, llibre I). La consideració sobre el cos (σῶμα) comença per una definició de "continu" com el que es pot dividir sempre en parts al seu torn divisibles, per assenyalar tan bon punt el cos és allò "divisible per tots costats", això és, allò definit per tres dimensions (enteses com a quantitats contínues divisibles), mentre que la superfície està constituïda per dues, i la longitud per una. Com d'aquestes dues últimes magnituds sempre podem pensar en un pas a un altre gènere de magnitud (sumant una dimensió a la longitud passem a superfície; i sumant una dimensió a la superfície passem a un cos) i, per tant, les pensem com mancant d'alguna cosa, mentre que del cos no podem passar a cap magnitud d'un altre gènere, Aristòtil assenyala que el cos és una magnitud perfecta i que representa una totalitat. No obstant això, observa que tenint en compte que tot cos està en contacte amb un altre cos, pot ser considerat com a integrant d'una multiplicitat i, per tant, se li pot atribuir una perfecció només relativa. El tot al qual pertanyen els cossos en tant que parts, en canvi, és completament perfecte.

#### El cinquè element, dotat de moviment circular (268b12 - 269b15)
Després de formular el principi que tots els cossos o magnituds naturals són mòbils, i que la naturalesa és el principi del seu moviment, Aristòtil distingeix tres moviments referits al lloc (translació - φορά) simples:
- Circular, entorn del centre
- Rectilini, que al seu torn es defineix com a
  - Ascendent, que s'allunya del centre;
  - Descendent, que s'apropa al centre.

Defineix l'autor els cossos simples per posseir un només moviment natural simple, la qual cosa ho condueix a postular l'existència d'un cos simple al que li correspongui el moviment circular, i que no pot ser identificat amb algun dels elements ja coneguts que es componen els ens sublunars: ja que la terra i l'aigua posseeixen un moviment natural descendent, mentre que el foc i l'aire ascendeixen per naturalesa.
Un altre argument reforça la idea que el moviment simple ha de ser natural per al seu corresponent cos simple. Part del principi que cada cosa té només un contrari. I si no hi hagués un cos simple que posseeixi naturalment el moviment circular, el cos subjecte a aquest moviment ho faria en un sentit contrari al seu moviment natural. Ara bé: si el que es mou en cercle és foc o aire, per exemple, el moviment contrari a la seva naturalesa és el descendent, i només est. I si fos aigua o terra, el seu moviment contrari seria només l'ascendent. És a dir, tenint en compte els cossos simples coneguts, és impossible que a aquests se'ls atribueixi el moviment circular forçat. Per tant, ha d'haver-hi un cos simple el moviment natural del qual sigui el circular.
Observa Aristòtil a més, que no sembla correspondre amb el moviment etern i continu que veiem en el cel, la idea que el cos simple que ho recorre estigui constantment forçat al mateix, quan veiem que en totes les altres coses, la qual cosa es comporta al marge del natural es corromp amb més facilitat. Més aviat, tot sembla assenyalar que hi ha un cos simple que, per ser-li connatural el moviment circular, que és primer respecte de tot moviment per ser més perfecte, resulta també més diví i anterior que la resta dels cossos simples.

#### Propietats del cos dotat de moviment circular (269b16 - 270b30)
Avançant a partir de les consideracions precedents, Aristòtil defineix provisionalment el pesat o greu (βαρύς) com el que s'apropa al centre, i el lleuger o lleu (κοῦφος) com el que tendeix a allunyar-se del centre. Així, el més pesat (τὸ βαρύτατον) és el que tendeix a situar-se més a baix de tot el que tendeix a baixar, i el més lleuger (τὸ κουφὸτατο), la qual cosa si situa per sobre de tot el que tendeix a pujar. L'element dotat de moviment circular no és ni pesat ni lleuger: acceptar això implicaria que pot tenir un moviment rectilini (ascendent o descendent), natural o antinatural. Segons els postulats ja acceptats, per a cada cos simple hi ha un moviment simple natural, i els moviments rectilinis corresponen naturalment als quatre cossos simples del món sublunar.
Si acceptem que el cinquè cos simple pot patir un moviment antinatural rectilini (ascendent o descendent), i a més tenim en compte el principi que postula que el contrari de l'antinatural és el natural, hauríem de sostenir que el contrari d'aquest moviment rectilini antinatural (el descendent o l'ascendent, respectivament), és natural per al cinquè cos simple. Sabem que té un moviment circular natural, per la qual cosa dir que pot sofrir un moviment antinatural està en contradicció amb la correspondència unívoca entre cos simple i moviment simple natural que ja ha estat postulada.
Aristòtil descarta que el que ha dit per a l'element en general pugui no valer per a alguna part del mateix, en considerar que el moviment de tota la terra i d'una part d'ella és el mateix, a saber, el rectilini descendent; i d'allí infereix que el moviment de qualsevol cos compost respon al mateix moviment que afecta a les seves parts.
L'autor mostra que el cos simple el moviment natural del qual és circular solament acusa un tipus de canvi: la translació que ho defineix, entorn del centre. Un altre tipus de canvis (μεταβολή), com la generació i la corrupció, l'augment, o l'alteració, no són possibles en aquest cos simple: perquè el canvi substancial (generació i corrupció) suposa un substrat i un contrari. Però al no haver-hi un contrari del moviment circular, tampoc pot haver-hi un cos que sigui contrari al definit per aquest moviment. No pot acusar tampoc un canvi quantitatiu (augment o disminució) perquè no posseeix matèria del mateix gènere d'on pugui augmentar. Aristòtil diu que si el cos el moviment propi del qual és el circular no està subjecte a canvi quantitatiu, és raonable que pensem que tampoc està afectat pel canvi qualitatiu, això és, l'alteració; atès que veiem que els cossos sotmesos a canvis quantitatius (els éssers vius subjectes al creixement) també estan determinats per l'alteració.
L'autor associa aquests atributs al diví, assenyalant que el que el raonament ha conclòs coincideix amb el que sembla segons l'opinió comuna, ja que tots els homes associen al diví amb el diví, i assignen als déus el lloc més excels, que té propietats semblants a les inferides. També coincideix amb el resultat d'innombrables observacions del cel al llarg de moltíssim temps, que han mostrat que sempre es comporta de la mateixa manera, per la qual cosa aquest element o regió superior ha estat anomenat Èter (αἰθήρ) ja que es mou eternament (ἀεί, "sempre" i θεῖν, "córrer").

#### No existeix un oposat del moviment circular (270b31 - 271a5)
El capítol IV del llibre I reuneix tres arguments que apunten a mostrar que el moviment circular no té contrari, amb vista a proveir si no una certesa completa, almenys una ferma convicció (πίστις) a la tesi sostinguda en el capítol anterior (270a19) que sostenia que els cossos celestes estaven sostrets de la generació i la corrupció, per la qual cosa no poden tenir propietats contràries.
El primer argument està formulat el·lípticament, per la qual cosa cal interpretar-ho de diferents maneres. Aristòtil estableix que els moviments contraris han de ser contraris en raó de la diferència dels llocs de partida i d'arribada. Mentre que en el moviment rectilini -l'ascendent i el descendent- aquesta diferència és evident, en el moviment circular -propi de la volta celeste- aquesta diferència no existeix. Aquesta interpretació, sostinguda per Leo Elders, es complementa amb una altra sostinguda per Simplici i W. K. C. Guthrie: Aristòtil assenyalaria que el moviment circular sembla tenir com a oposat el moviment rectilini; però com existeixen dos moviment rectilinis oposats en raó del lloc, i per cada moviment simple pugues haver-hi solament un oposat, el moviment circular no pot ser el contrari del moviment rectilini. Miguel Candel entén que Aristòtil afirma que el moviment circular s'oposa al rectilini lloc que no conté contraris.
El segon argument és un intent de negar que per al moviment circular es pugui pensar que existeixen moviments oposats en raó dels llocs de partida i arribada, i per a això Aristòtil presenta quatre casos:
1. Es poden establir dos punts en un arc A i B, tal que puguem pensar que un moviment sobre aquest arc d'a B és oposat al moviment de B a A; però el filòsof assenyala que entre dos punts poden passar infinites circumferències, per la qual cosa no hi ha oposició estricta, almenys en sentit geomètric.
2. Fins i tot si prenem no un arc indeterminat, sinó una semicircumferència CD, es pot concloure el mateix que en el cas anterior, i en definitiva la confusió de creure que els moviments presentats són oposats sorgeix de definir el traç circular per dos punts, quan en realitat l'única cosa que es defineix geomètricament d'aquesta manera és el la línia recta.
3. Si definim dos punts (I, F) en una circumferència completa, tal que aquests assenyalen el punts que la divideixen en dues semicircumferències (G, H) podríem pensar que el moviment EF sobre la semicircumferència G és oposat al moviment FE sobre la semicircumferència H, però succeeix que en aquest cas no hi hauria diferències de lloc de partida i arribada, si considerem la circumferència completa.
4. La mateixa consideració anterior val per a dos moviments que, en una circumferència, parteixin d'un mateix punt determinat però en diferents adreces.

El tercer argument assenyala que si existissin moviments circulars oposats, aquests, en acabar en el mateix lloc, no tindrien propòsit. I si un d'ells prevalgués, l'altre seria superflu, i aquesta conclusió contraria la premissa que Déu i la naturalesa gens fan en va. És un argument que descansa en raons d'ordre teleològic.

#### La unicitat del cosmos (176a18 - 279b3)
En els capítols VIII i IX, Aristòtil sosté que el cosmos és un, mitjançant una prova indirecta: argumenta que és impossible que existeixin múltiples.
El capítol VIII conté la prova de la unicitat o singularitat del cosmos (276b4-21). Prèviament ofereix l'explicació relativa a dos supòsits sobre els quals descansa (276a22-b4), i posteriorment es respongui a tres objeccions possibles a l'argument (276b22-277a12).
Primerament, Aristòtil adverteix l'oposició del moviment natural amb el moviment per la força. Les coses es troben en repòs (μένω) o en moviment (κινεῖται), per naturalesa (φύσιν) o forçadament (βία).
Aristòtil exemplifica el naturalment estàtic i naturalment dinàmic i lo forçadament estàtic i forçadament dinàmic amb el més pesat dels elements. Dirà, ja que, que si la terra es desplaça de manera forçada des d'allà fins aquí, al centre, es desplaçarà des d'aquí fins a allà per naturalesa; i si la terra vinguda des d'allí roman aquí sense violència, també es desplaçarà cap aquí per naturalesa.
En camí a la demostració de la impossibilitat d'un altre món, s'afirmarà que, igual que en aquest món, alguna de les coses del ?un altre món?, per naturalesa, ha d'allunyar-se del centre (μέσo) i una altra apropar-se al centre.
És natural que les partícules de terra de l'altre món es desplacin cap a aquest centre, i també que es desplaci cap a aquesta extremitat el foc d'allà. Però això és impossible: ja que si així ocorregués, necessàriament es desplaçaria cap amunt la terra al seu propi món. En efecte, o bé no cal sostenir que la naturalesa dels cossos simples sigui la mateixa en tots els diversos mons, o bé, si així ho afirmem, cal fer únics el centre i la perifèria; però si això és així, és impossible que existeixi més d'un món.
Qualsevol porció d'un element d'algun dels hipotètics mons que separem de la resta per veure cap a on es mou. El dubte que podria plantejar-se'ns és: s'aproparà a (o allunyarà de) aquest centre o farà el propi respecte d'aquell altre? Per ser homogènia amb les altres parts de l'element al fet que pertany, tant les d'aquest món com les d'uns altres, deuria simultàniament, a voltar-se a (o allunyar-se de) est i tots els altres centres, la qual cosa és òbviament impossible.
Tot el que canvia, canvia en un altre; tot el que es mou, es mou a un altre lloc; per tant, el foc i la terra no es desplaçaran fins a l'infinit, sinó cap als oposats (no-foc i no-terra). S'oposen segons el lloc l'a dalt i l'a baix, de manera que aquests seran els límits de la translació.
Una prova que no és possible desplaçar-se fins a l'infinit és que la terra, com més a prop està del centre, més ràpid es desplaça, i el mateix el foc com més a dalt. Però si fos infinit el moviment, també seria infinita la velocitat, i si la velocitat, també el pes i la lleugeresa.
S'hi inclouen dos principis bàsics de la dinàmica, un pel qual la velocitat de caiguda és directament proporcional al pes, i un altre pel qual aquesta velocitat és directament proporcional a la distància recorreguda en direcció al lloc natural.
Per finalitzar el capítol vuitè, Aristòtil exposa la naturalesa del cosmos com una sort tríadica composta per tres llocs i tres elements naturals. És evident que el cel és necessàriament únic. En ser tres els elements corporis, tres seran els llocs de cadascun: sota, entorn del centre; l'extrem, que es desplaça en cercle; i el que es troba entre aquests dos.
El capítol nou consta, en primer lloc, d'un aclariment semàntic sobre el vocable que conté el títol de l'obra, després, de la impossibilitat de la no existència del buit i del temps, i finalment sobre la perfecció dels cossos celestes.
Es procedeix per delimitar el significat de "cel" (οὐρανός, ouranós). Els tres sentits atribuïts per l'autor al vocable són:
1. L'embolcall o orbe més externa del món (on es troben els estels fixos);
2. Els cossos en contacte immediat amb aquest orbe (els astres); i
3. L'univers en el seu conjunt.
El d'Estagira intueix que si no hi ha cos algun fora de l'univers, tampoc hi haurà fos del mateix ni lloc, ni buit, ni temps. ja que, no hi ha lloc (τόπος) perquè en tot lloc és possible que existeixi un cos, i fora de l'univers no només no existeix, sinó que tampoc és possible que hi hagi ni que arribi a haver-hi cos algun. Ni hi ha buit (κενόν), perquè tot i que per definició en el buit no hi ha, actualment, cos algun, és possible, no obstant això, que el mateix pugui ser ocupat per un cos, i s'ha vist que, pel que fa a un hipotètic més enllà de l'univers, tal possibilitat no existeix. Ni hi ha temps (χρόνος), finalment, perquè aquest, conforme la definició aristotèlica formulada en el llibre IV de la Física, és el “nombre del moviment segons l'anterior i el posterior” (ἀρισμóς κινήσεως κατά τὸ πρòτερον καὶ ὕστερον, 219b2). I allí on no és possible tal diferència, allí on el moviment manca de nombre per ser infinit, en lloc de temps hi ha “eternitat” (αἰών).
Fora del cel, diu Aristòtil, no hi ha temps, sinó eternitat. És incorrecte, d'antuvi, identificar l'eternitat amb un “temps infinit”. αἰών, l'arrel del qual és la mateixa que la de l'adverbi “sempre”, αιεί. ja que així com en grec és possible parlar del αἰών de cadascú, perquè aquesta paraula designa la fi o terme (τέλος) que abasta el temps íntegre de cada vida i fora del qual res és segons la naturalesa, així també, per la mateixa raó, el terme últim de l'univers sencer, el que conté per igual el temps tot i la infinitud, és la seva αἰών, així denominat en raó de l'eternitat de la seva existència (ἀπó τοῦ αιεί εᾔναι), sent ella “immortal i divina” (ἀθάνατος καὶ θεῖος).
Es conclou, per finalitzar aquest novè capítol, amb la perfecció dels cossos del cel, el moviment perfecte del qual, que a causa de la seva naturalesa circular, és incessant.

### Edicions i traduccions
- Aristòtil. The student's Oxford Aristotle · Volume II · Natural Philosophy: Physica, De caelo, De generatione et corruptione (en anglès).  Oxford University Press, 1942.

- Aristòtil. W. K. C. Guthrie. On the Heavens (en anglès).  Harvard University Press, 1942.

- Aristòtil. Du Ciel. Texte établi et traduit par Paul Moraux.  París: Les Belles Lettres, 1965.

- Aristòtil. Acerca del cielo; Meteorológicas. Miguel Candel (trad.).  Madrid: Gredos, 1996. ISBN 8424918312.

### Estudis
- Elders, Leo. Aristotles Cosmology. A Commentary on the De Caelo.  Assen.

- Zubiria, Martín. Aristóteles y el cosmos.  Buenos Aires: Quadrata, 2005. ISBN 987-1139-63-2.